# Balneário
Um balneário (do latim "balneariu": "banho")(pt-BR) ou estação balnear(pt-PT?) é um conjunto de praias de um determinado município com região litorânea, fluvial, lacustre ou às margens de represas ou com fontes hidrotermais.

## Etimologia
Do latim balneariu, é um adjetivo relativo a banho. Conforme o Dicionário Aurélio, a palavra refere-se a locais de banho ou estâncias de água onde se empregam banhos medicinais. Já em Portugal, "balneário" pode significar um local devidamente equipado onde se pode tomar banho, trocar de roupa, etc.

## No Brasil

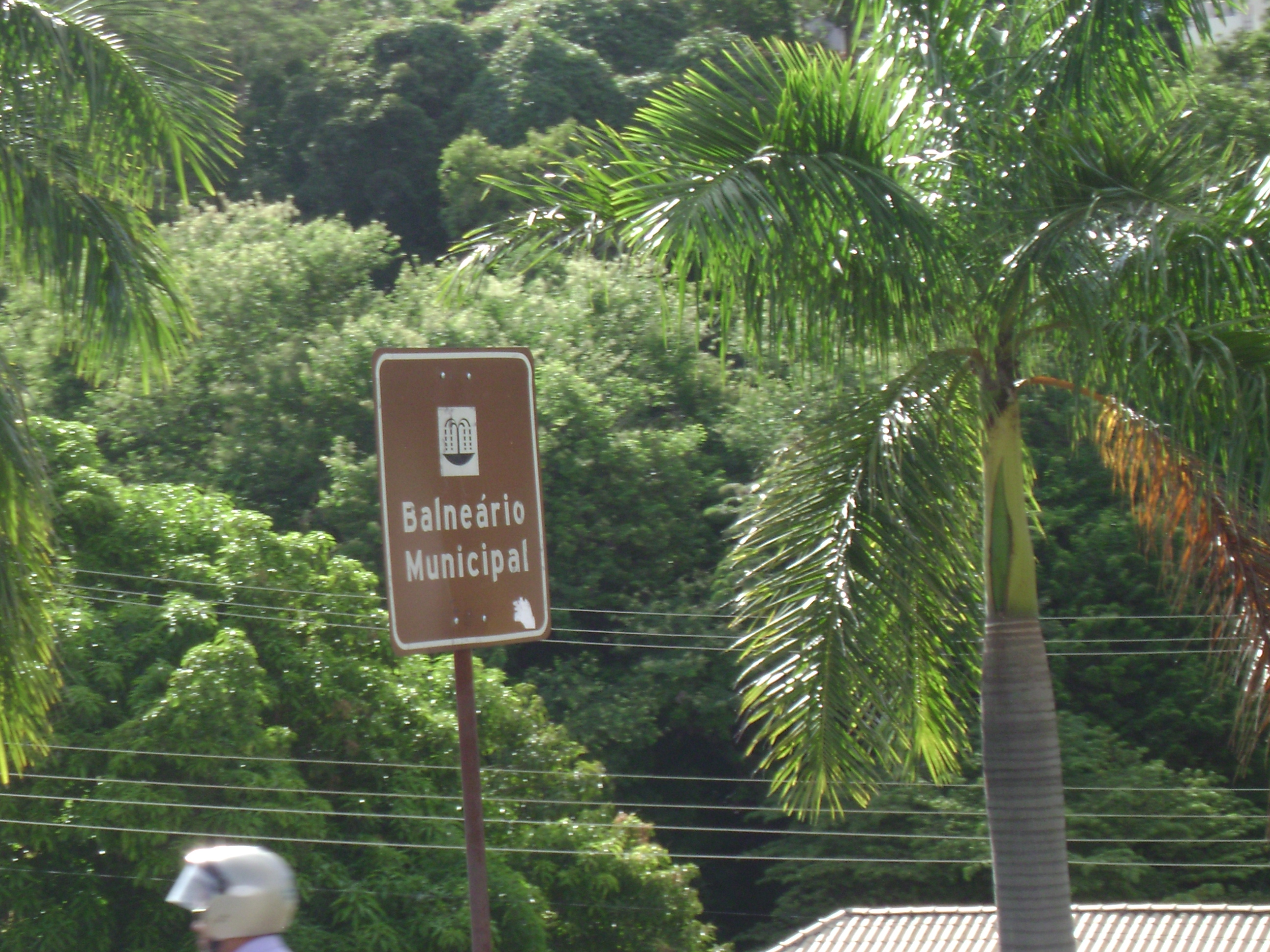
Placa de balneário municipal em Caldas Novas, Goiás.

No Brasil, diversos municípios são considerados balneários e estâncias hidrominerais ou termais. Balneário Camboriú em Santa Catarina; Águas de Santa Bárbara e Águas de São Pedro em São Paulo, Ilha de Itaparica, Caldas do Jorro e Dias d'Ávila na Bahia, e em Minas Gerais onde formam o famoso Circuito das Águas.
A atribuição do título de balneário ou estância hidromineral ou termal a uma cidade, portanto, depende da qualidade da água mineral que apresente na sua região classificada de Código de Águas Minerais (Decreto - lei 7.841 de 8 de Agosto de 1945) e legislação regulamentadora posterior  que considera inclusive a qualidade do meio ambiente e potabilidade da água em questão.

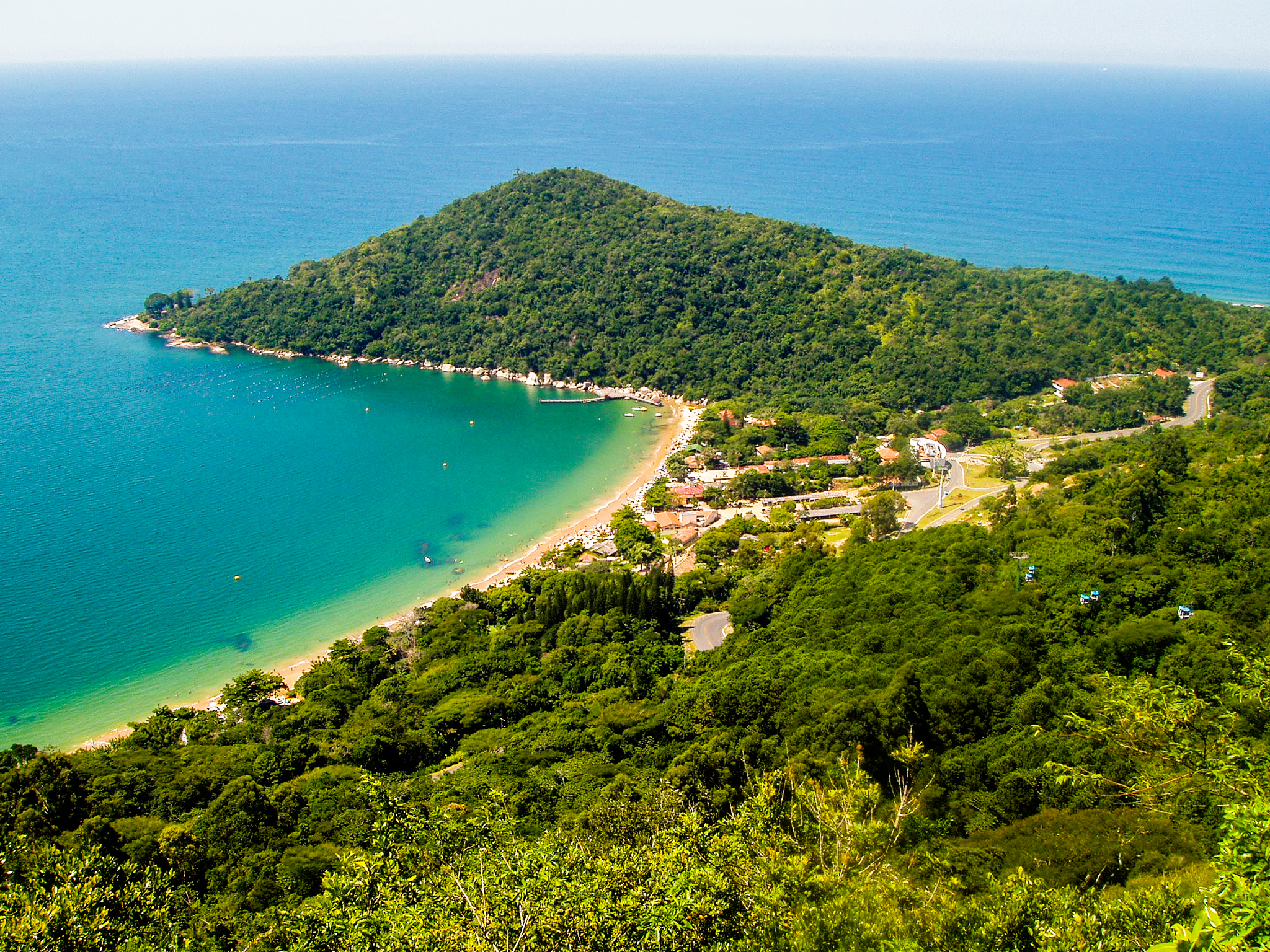
Balneário Camboriú

A temperatura e odores específicos (presença de gases) foram as mais antigas referências às propriedades especiais dessas águas, segundo o Código de Águas Minerais (Brasil). Quanto à temperatura, as fontes podem ser classificadas como:
- I - Fontes frias, quando sua temperatura for inferior a 25 °C.
- II - Fontes hipotermais, quando sua temperatura estiver compreendida entre 25 e 33 °C.
- III - Fontes mesotermais, quando sua temperatura estiver compreendida entre 33 e 36 °C.
- IV - Fontes isotermais, quando sua temperatura estiver compreendida entre 36 e 38 °C.
- V - Fontes hipertermais, quando sua temperatura for superior a 38 °C.

Observe-se que ainda não há um consenso sobre a sua utilização em medicina e fisioterapia. As referências ao efeito do clima e águas sobre a saúde humana nos remetem à medicina grega e ao célebre escrito hipocrático sobre Ares, águas e lugares e à antiga prática médica denominada hidroterapia. As controvérsias envolvem o valor nutricional (absorção dos sais dissolvidos) riscos tóxicos de algumas substâncias, a exemplo do gás sulfídrico e teor radioativo, e eficácia terapêutica em dermatologia (estética) e reumatologia.
Os exemplos brasileiros são: Balneário Camboriú, Fernando de Noronha, Praia de Pipa, Quatro Ilhas, Praia de Jericoacoara e Porto de Galinhas.

## Em Portugal
Em Portugal são exemplos: Caldas da Felgueira, Caldas de Chaves e São Pedro do Sul